# Perisphinctes tenuis
A Perisphinctes tenuis a fejlábúak (Cephalopoda) osztályának fosszilis Ammonitida rendjébe, ezen belül a Perisphinctidae családjába tartozó faj.

## Tudnivalók
A Perisphinctes tenuis a középső jura kor végétől, azaz a callovi nevű korszaktól, egészen a késő jura elejéig, vagyis az oxfordi korszakig létezett, mindegy 161,2-155,7 millió évvel ezelőtt.
Maradványait eddig, csak Franciaországban és Lengyelországban találták meg.